# Ardisia retroflexa
Ardisia retroflexa är en viveväxtart som beskrevs av Egbert Hamilton Walker. Ardisia retroflexa ingår i släktet Ardisia och familjen viveväxter. Inga underarter finns listade i Catalogue of Life.